# Reynoldsia tauensis
Reynoldsia tauensis là một loài thực vật có hoa trong Họ Cuồng cuồng. Loài này được A.C.Sm. & B.C.Stone miêu tả khoa học đầu tiên năm 1968.